# مارتن دن باكر
مارتن دن باكر (بالهولندية: Maarten den Bakker)‏ ولد بتاريخ 26 يناير 1969 في هولندا، هو دراج هولندي سابق في صنف سباق الدراجات على الطريق.

## وصلات خارجية
- الموقع%20الرسمي

## روابط خارجية
- مارتن دن باكر على موقع الاتحاد الدولي للدراجات (الإنجليزية)
- مارتن دن باكر على موقع أرشيف الدراجات (الإنجليزية)
- مارتن دن باكر على موقع إحصائيات الدراجات الإحترافية (الإنجليزية)
- مارتن دن باكر على موقع نسبة الدراجات (الإنجليزية)
- مارتن دن باكر على موقع CycleBase (الإنجليزية)
- مارتن دن باكر على موقع أوليمبيديا (الإنجليزية)